# Rittersdorf (Eifel)

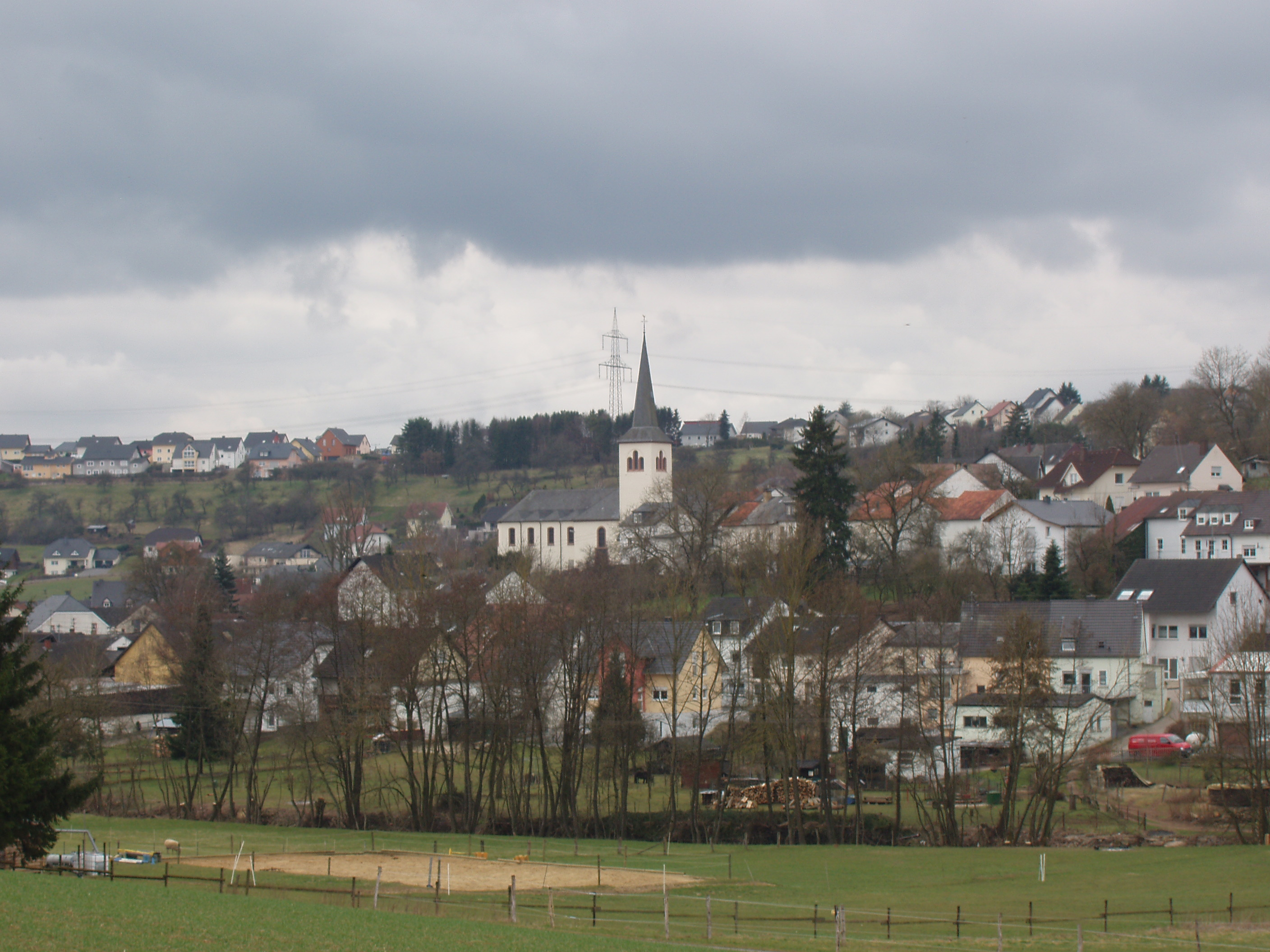
Rittersdorf

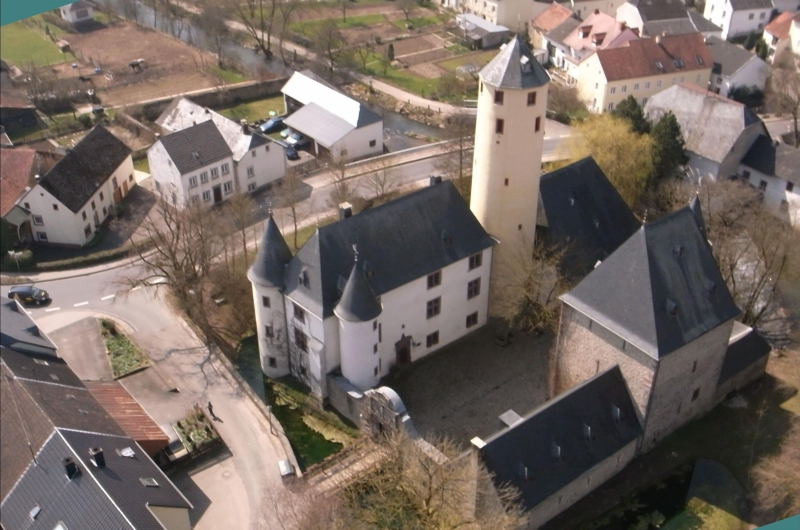
Wasserburg Rittersdorf

Rittersdorf ist eine Ortsgemeinde im Eifelkreis Bitburg-Prüm in Rheinland-Pfalz. Sie gehört der Verbandsgemeinde Bitburger Land an.

## Geographie
Der Ort liegt in der Südeifel, ca. 4 km nördlich von Bitburg im Nimstal. Die nächste größere Stadt ist Trier (ca. 30 km).
Neben dem Hauptort gehören die Weiler Bildchen und Rittersdell sowie die Wohnplätze Jäschkeshof, Hohlgaß Hof, Pferdehof, Rittermühle und Wollmühle zur Gemeinde.

## Geschichte
Das Areal um die heutige Gemeinde Rittersdorf war schon im Frühmittelalter besiedelt, was durch den Fund von Frankengräbern nachgewiesen werden konnte. Es handelt sich um zwei Grabfelder nördlich von Rittersdorf. Beide konnten in die Zeit zwischen 500 n. Chr. bis 1220 eingeordnet werden. Ferner fand man 1950 noch einen einzelnen Grabhügel mit einem Durchmesser von 12 m nordwestlich des Ortes. Dieser stammt aus der römischen Zeit und konnte zwischen 500 v. und 500 n. Chr. verortet werden. Als Beigabe wurde römische Keramik beobachtet.
Rittersdorf wurde erstmals im Jahre 962 urkundlich erwähnt, als Kaiser Otto I. der Abtei St. Maximin deren Besitzungen bestätigte.
Damals wurde der Ort „Ratheresdorf“ genannt. Im Laufe der Zeit hat sich der Name in Rittersdorf geändert.
Zur Herrschaft Rittersdorf gehörte auch das Nachbardorf Nattenheim. Die Herrschaft stand bis Ende des 18. Jahrhunderts unter luxemburgischer Landeshoheit.
Von 1956 bis 1961 lagerten nahe dem Ort in verbunkerten Silos für die US-Streitkräfte Marschflugkörper vom Typ TM-61 Matador.
Bevölkerungsentwicklung
Die Entwicklung der Einwohnerzahl von Rittersdorf, die Werte von 1871 bis 1987 beruhen auf Volkszählungen:
| Jahr | Einwohner |
| ---- | --------- |
| 1815 | 595       |
| 1835 | 775       |
| 1871 | 854       |
| 1905 | 840       |
| 1939 | 875       |
| 1950 | 892       |
| 1961 | 990       |

| Jahr | Einwohner |
| ---- | --------- |
| 1970 | 1.027     |
| 1987 | 969       |
| 1997 | 1.219     |
| 2005 | 1.366     |
| 2011 | 1.433     |
| 2017 | 1.407     |

## Politik

### Gemeinderat
Der Gemeinderat in Rittersdorf besteht aus 16 Ratsmitgliedern, die bei der Kommunalwahl am 9. Juni 2024 in einer personalisierten Verhältniswahl gewählt wurden, und dem ehrenamtlichen Ortsbürgermeister als Vorsitzendem.
Die Sitzverteilung im Gemeinderat:
| Wahl | CDU | FW | WGS * | WGL ** | Gesamt   |
| ---- | --- | -- | ----- | ------ | -------- |
| 2024 | 9   | 3  | 4     | –      | 16 Sitze |
| 2019 | 10  | –  | –     | 6      | 16 Sitze |
| 2014 | 9   | –  | –     | 7      | 16 Sitze |
| 2009 | 10  | –  | –     | 6      | 16 Sitze |
| 2004 | 11  | –  | –     | 5      | 16 Sitze |

### Bürgermeister
Daniel Lichter wurde am 3. Juli 2024 Ortsbürgermeister von Rittersdorf. Bei der Direktwahl am 9. Juni 2024 hatte er sich gegen zwei Mitbewerber durchgesetzt.
Lichters Vorgänger Holger Klein (CDU) hatte das Amt am 14. August 2019 von Walter Heyen übernommen, der nach zehn Jahren im Amt nicht erneut angetreten war.

### Wappen
| Wappen von Rittersdorf | Blasonierung: „Unter schwarzem Schildhaupt mit Sparrenbalken in Silber, gespalten, vorn in Silber ein wachsender roter Burgturm mit goldenem Tor, hinten fünffach von Gold und Rot geteilt.“ |
| Wappen von Rittersdorf | Wappenbegründung: Rittersdorf war Sitz der Gemeinden, die die „Herrschaft Rittersdorf“ bildeten. Vögte dieser Herrschaft waren bis 1780 die Grafen von Manderscheid-Blankenheim. Sie führten im Wappen einen silbernen Sparrenbalken in Schwarz. Er kehrt im Schildhaupt wieder. Im unteren, gespaltenen Schild ist vorn ein wachsender Burgturm wiedergegeben. König Rudolph von Habsburg gibt im Jahre 1290 die Erlaubnis zum Bau eines Turmes. Dieser Turm ist der noch heute erhaltene, nahezu 700 Jahre alte, mächtige Bergfried. Über Jahrhunderte war die Familie von Enscheringen Besitzer der Burganlage. Ihr Wappen ist im Schildgrund siebenfach von Gold und Rot geteilt. Es kehr hier, wegen des Schildhauptes fünffach geteilt, neben dem Burgturm wieder. |

## Kultur und Sehenswürdigkeiten

### Bauwerke
- Burg Rittersdorf wurde als Wasserburg an der Nims am Verkehrsweg Trier – Bitburg – Prüm – Köln erstmals im Jahre 1263 als Besitz der Reichsabtei St. Maximin erwähnt. 1290 entstand der 26 m hohe Bergfried. Die Burg beherbergt heute ein Restaurant und eine Außenstelle des Standesamtes der Verbandsgemeinde Bitburger Land.
- Katholische Pfarrkirche St. Martin von 1833
- Pfarrhaus von 1757
- Dorfgemeinschaftshaus von 1921
- Über das Gemeindegebiet sind mehrere Wegekreuze verteilt.
- Der Ortskern ist Standort einiger historischer Wohnhäuser und alter Bauernhöfe

Siehe auch: Liste der Kulturdenkmäler in Rittersdorf

### Grünflächen und Naherholung
- Wander- und Reitertouren in und um Rittersdorf[14][15]

Siehe auch: Liste der Naturdenkmale in Rittersdorf

### Regelmäßige Veranstaltungen
- Jährliches Kirmes- bzw. Kirchweihfest
- Traditionelles Ratschen oder Klappern am Karfreitag und Karsamstag
- Hüttenbrennen am ersten Wochenende nach Aschermittwoch (sogenannter Scheef-Sonntag)[16][17]

## Wirtschaft und Infrastruktur
Der Ort verfügt über mehrere angesiedelte Gewerbebetriebe. Im Ortskern befinden sich Gastronomie- sowie diverse Handwerks- und Dienstleistungsbetriebe. Darüber hinaus ist eine Bankfiliale angesiedelt. Auch die Landwirtschaft genießt dank mehrerer Haupt- und Nebenerwerbsbetriebe einen hohen Stellenwert.

### Gewerbegebiete
- Gewerbegebiet „Hohlgass“
- Gewerbegebiet „Bildchen“

### Bildung
- Grundschule Sankt Barbara
- Kindertagesstätte Burgzwerge

## Persönlichkeiten
- Werner Theisen (1927–1993), Rechtsanwalt und Zeitungsverleger, bekannt für seine Spende zur Rekonstruktion des Reiterstandbildes am Deutschen Eck
- Edgar Schmitt (* 1963), ehem. Fußballspieler und jetziger -trainer, geboren in Rittersdorf